# Luciano Bronzi
Luciano Bronzi (Varese, 11 gennaio 1931 – Varese, 23 gennaio 2021) è stato un politico italiano.

## Biografia
Venne nominato sindaco della città di Varese nel 1990 (primo non democristiano in 34 anni), dopo essere stato per quindici anni membro del consiglio comunale, si dimise prematuramente nel 1992 a seguito di indagini a suo conto nell'ambito dell'inchiesta Mani Pulite. Arrestato nell'agosto dello stesso anno, fu condannato nel 2002, in primo grado, a 8 anni di reclusione.